# Ekonomika Brazílie
Ekonomika Brazílie je největší ekonomikou v Latinské Americe a na jižní polokouli, druhou největší v Americe a osmou největší na světě. Jedná se o rozvíjející se smíšenou ekonomiku s vyššími středními příjmy.
Země je bohatá na přírodní zdroje. V letech 2000–2012 byla Brazílie jednou z nejrychleji rostoucích ekonomik na světě s průměrným ročním tempem růstu HDP přes 5 %. V roce 2012 se Brazílie krátce stala šestou největší ekonomiku světa, když překonala Spojené království. V roce 2013 se hospodářský růst Brazílie zpomalil a v roce 2014 se země dostala do recese. Ekonomika vystoupila z recese v roce 2017, kdy v prvním čtvrtletí zaznamenala 1% růst.
Brazílie je členem různých hospodářských organizací, jako jsou Mercosur, G20, Světová obchodní organizace, Pařížský klub a BRICS.

## Sektory

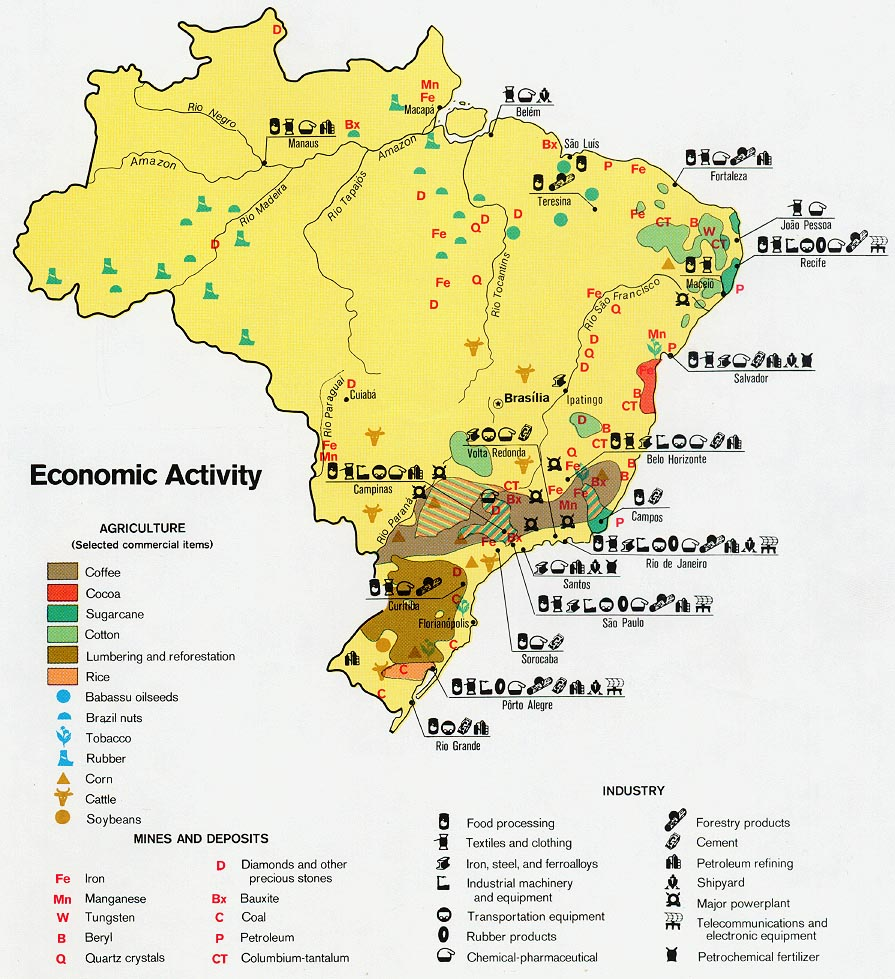
Hospodářská činnost v Brazílii (1977)

### Zemědělství
Brazílie je největším světovým producentem cukrové třtiny, sóji, kávy, pomerančů, guarany, euterpe a para ořechů. Patří také mezi pět největších producentů kukuřice, papáji, tabáku, ananasu, banánů, bavlny, fazolí, kokosu, vodního melounu a citronu. Dále se řadí mezi deset největších producentů kakaa, kešu ořechů, avokáda, mandarinek, kaki, manga, kvajávy, rýže, čiroku a rajčat a mezi patnáct největších producentů bobulí, jablek, melounů, podzemnice olejné, fíků, broskví, cibule, palmového oleje a přírodního kaučuku.
Země má také jednu z největších produkcí živočišných bílkovin na světě. V roce 2019 držela prvenství ve vývozu kuřecího masa. Mimo jiné je druhým největším producentem hovězího masa, čtvrtým největším producentem vepřového masa, pátým největším producentem vajec a šestým největším producentem mléka.
Zemědělství přispívá k obchodní bilanci Brazílie, a to navzdory obchodním bariérám a dotačním politikám přijatým vyspělými zeměmi.

### Nerostné suroviny
Brazílie je bohatá na železnou rudu, měď, zlato, bauxit, mangan, cín, niob a nikl. Pokud jde o drahé kameny, Brazílie je největším světovým producentem ametystu, topazu, achátu a jedním z hlavních producentů turmalínu, smaragdu, akvamarínu, granátu a opálu.
K roku 2019 byla Brazílie největším světovým producentem niobu, druhým největším producentem tantalu a železné rudy, třetím největším producentem grafitu, čtvrtým největším producentem manganu, bauxitu a vanadu, pátým největším producentem lithia, šestým největším producentem cínu, osmým největším producentem niklu a fosfátů, dvanáctým největším producentem zlata, třináctým největším producentem sádrovce, čtrnáctým největším producentem mědi a titanu a dvacátým prvním největším producentem síry.